# Paco Luna
Francisco Javier Aguilera Blanco (Jerez de la Frontera, Cádiz, España, 23 de septiembre de 1971), conocido como Luna, es un exfutbolista español que jugaba como delantero.

## Clubes
| Club                | País    | Año       |
| ------------------- | ------- | --------- |
| Atlético Sanluqueño | España  | 1991      |
| Puerto Real C. F.   | España  | 1991-1992 |
| C. D. San Fernando  | España  | 1992-1993 |
| C. D. Mármol Macael | España  | 1993-1994 |
| Almería C. F.       | España  | 1994-1995 |
| Albacete Balompié   | España  | 1995-1996 |
| Sporting de Gijón   | España  | 1996-1998 |
| Hércules C. F.      | España  | 1998-1999 |
| Sporting de Gijón   | España  | 1999-2000 |
| Dundee F. C.        | Escocia | 2000      |
| C. F. Monterrey     | México  | 2000-2001 |
| Hibernian F. C.     | Escocia | 2001-2003 |
| U. D. Almería       | España  | 2003-2006 |
| Écija Balompié      | España  | 2006-2009 |